# Диас, Алехандро (легкоатлет)
Алехандро Диас Бертоли (исп. Alejandro Díaz Bertoli; 5 июля 1920, Сантьяго — 12 апреля 2004, Сантьяго) — чилийский легкоатлет, специалист по метанию молота. Выступал за сборную Чили по лёгкой атлетике в 1953—1963 годах, двукратный чемпион Южной Америки, серебряный призёр иберо-американского чемпионата, участник летних Олимпийских игр в Мельбурне.

## Биография
Алехандро Диас родился 5 июля 1920 года в Сантьяго, Чили.
Первого серьёзного успеха в лёгкой атлетике на международном уровне добился в сезоне 1953 года, когда вошёл в состав чилийской сборной и выступил на домашнем чемпионате Южной Америки в Сантьяго, где в зачёте метания молота выиграл бронзовую медаль.
В 1954 году в той же дисциплине стал серебряным призёром на южноамериканском чемпионате в Сан-Паулу.
В 1955 году занял четвёртое место на Панамериканских играх в Мехико.
На чемпионате Южной Америки 1956 года в Сантьяго превзошёл всех соперников и завоевал золотую награду. Благодаря череде успешных выступлений в удостоился права защищать честь страны на летних Олимпийских играх в Мельбурне — в ходе предварительного квалификационного этапа метнул молот на 52,23 метра, чего оказалось недостаточно для выхода в финальную стадию соревнований.
В 1957 году среди прочего стал бронзовым призёром на южноамериканском чемпионате в Сантьяго.
В 1958 году победил на чемпионате Южной Америки в Монтевидео, установил свой личный рекорд в метании молота — 55,33 метра.
В 1959 году показал седьмой результат на Панамериканских играх в Чикаго.
В 1960 году получил серебро на иберо-американском чемпионате в Сантьяго.
В 1963 году был заявлен представителем Чили на Панамериканских играх в Сан-Паулу, однако в итоге на старт здесь не вышел.
Умер 12 апреля 2004 года в Сантьяго в возрасте 83 лет.